# 楊正磊
楊正磊（1980年11月11日—），台灣體育主播。

## 經歷
楊正磊高中畢業於台北成功高中，後最高學歷為澳洲昆士蘭大學運動管理碩士，進入緯來體育台後，擔任記者及主播職位，陸續轉播包括中華職棒、職業撞球、三級棒球賽等運動賽事。2019年8月離開緯來體育台，但仍持續在台灣各項體育轉播場合播報。

## 特殊經歷
2013年4月4日於中華職棒義大犀牛隊與統一7-ELEVEn獅隊的比賽中，因轉播曼尼·拉米瑞茲來台第一支全壘打時過於激動，被外國運動作家戲稱為精神錯亂。
2015年6月於NBA 2K15電競大師賽中奪冠，自此便以2K大師的名號流傳於世。

## 外部連結
- 楊正磊的Facebook專頁
- 楊正磊的Instagram帳戶
- 楊正磊在台灣棒球維基館上的頁面（繁體中文）